# Katalin Karikó
Katalin Karikó trong tiếng Hungary có tên Karikó Katalin (phát âm tiếng Hungary: [ˈkɒrikoː ˌkɒtɒlin]) là nữ giáo sư, tiến sĩ chuyên ngành hóa sinh và sinh học phân tử, người Mỹ gốc Hungary, nổi tiếng vì đã đặt nền tảng hoàn toàn mới cho lý thuyết khoa học về sản xuất vắc xin phòng chống virus nói chung và SARS CoV-2 nói riêng, trong bối cảnh toàn Thế giới lâm vào đại dịch Covid 19, nhờ đó đã tạo ra loại vắc-xin COVID-19 rất có hiệu quả do BioNTech và Moderna cấp phép và sản xuất hàng loạt. Loại này sử dụng công nghệ qua ARN thông tin (mRNA technology) để sản xuất, mang ký hiệu BNT162b2, thường được gọi dưới tên "vắc-xin pfizer", có tên đủ hơn là vắc-xin COVID-19 của Pfizer–BioNTech, hiện được bán dưới nhãn hiệu "Comirnaty". Nhờ công trình nghiên cứu tiên phong này, bà đã được trao Giải Nobel Sinh lý học và Y khoa vào năm 2023, cùng với nhà miễn dịch học người Mỹ Drew Weissman.
Bà cũng còn nổi tiếng là nhà khoa học đoạt giải Széchenyi ở Hungary, bằng tiến sĩ danh dự của Đại học Szeged và là Công dân Danh dự của thành phố này. Bà đã đảm nhiệm chức Phó chủ tịch của BioNTech RNA Pharmaceuticals (2013-2019) và hiện là Phó chủ tịch cấp cao của BioNTech RNA Pharmaceuticals. Bà còn là đồng sáng lập và là Giám đốc điều hành của RNARx - một công ty về hoá sinh học thành lập năm 2006 tại Mỹ. Ngoài ra, bà vẫn tham gia giảng dạy tại Đại học Pennsylvania.

## Tiểu sử

### Tóm tắt:[14]
Katalin Karikó sinh ngày 17 tháng 1 năm 1955 tại Kisújszállás và lớn lên tại  thị trấn nhỏ này của miền Trung Đông Hungary.
- 1955 - 1973 học sinh phổ thông.
- 1973 - 1978 Sinh viên Đại học, Đại học Szeged, Szeged, Hungary
- 1978 - 1982 Nghiên cứu sinh, Đại học Szeged, Szeged, Hungary
- 1982 - 1985 Nghiên cứu sinh Sau Tiến sĩ, Trung tâm Nghiên cứu Sinh học, Viện Hàn lâm Khoa học Hungary, Szeged, Hungary
- 1985 - 1988 Nghiên cứu sinh Sau Tiến sĩ, Khoa Hóa sinh, Đại học Temple, Philadelphia, PA
- 1988 - 1989 Nghiên cứu sinh Sau Tiến sĩ, Khoa Bệnh học, USUHS Bethesda, MD
- 1989-1995 Giáo sư Trợ lý Nghiên cứu, Khoa Y, Trường Y Perelman, Đại học Pennsylvania
- 1995-2009 Điều tra viên Nghiên cứu Cấp cao, Khoa Phẫu thuật Thần kinh, Trường Y Perelman, Đại học Pennsylvania
- 2009 - nay Phó giáo sư trợ giảng, Khoa phẫu thuật thần kinh, Trường Y Perelman, Đại học Pennsylvania
- 2013-2019 Phó chủ tịch, BioNTech RNA Pharmaceuticals
- 2019 - hiện tại là Phó chủ tịch cấp cao, BioNTech RNA Pharmaceuticals

### Thời niên thiếu
Karikó lớn lên ở Kisújszállás, Hungary, nơi cô theo học Móricz Zsigmond Református Gimnázium. Sau khi lấy bằng tiến sĩ tại Đại học Szeged, Karikó tiếp tục nghiên cứu và học sau tiến sĩ tại Viện Hóa sinh, Trung tâm Nghiên cứu Sinh học của Hungary, Khoa Hóa sinh Đại học Temple Khoa Hóa sinh và Đại học Dịch vụ thống nhất Khoa học sức khỏe. Khi đang là nghiên cứu sinh sau tiến sĩ tại Đại học Temple ở Philadelphia, Karikó đã tham gia vào một thử nghiệm lâm sàng trong đó bệnh nhân mắc bệnh AIDS, bệnh huyết học và mệt mỏi mãn tính được điều trị bằng chuỗi kép RNA (dsRNA). Vào thời điểm đó, đây được coi là nghiên cứu đột phá vì cơ chế phân tử của cảm ứng interferon bởi dsRNA vẫn chưa được biết đến, nhưng tác dụng chống ung thư của interferon đã được ghi nhận đầy đủ.

## Sự nghiệp
Năm 1990, khi đang là giáo sư tại Đại học Pennsylvania, Karikó đã nộp đơn xin tài trợ đầu tiên của mình, trong đó cô đề xuất thiết lập liệu pháp gen. Kể từ đó, liệu pháp dựa trên mRNA đã là mối quan tâm nghiên cứu chính của Karikó. Bà đang trên đà trở thành giáo sư chính thức, nhưng việc bị từ chối tài trợ khiến cô ấy bị trường đại học giáng cấp vào năm 1995. Bà ở lại và năm 1997 gặp Drew Weissman, giáo sư miễn dịch học tại Đại học Pennsylvania.
Trong một loạt bài báo bắt đầu từ năm 2005, Karikó và Weissman đã mô tả cách những sửa đổi nucleoside cụ thể trong mRNA dẫn đến giảm phản ứng miễn dịch. Họ thành lập một công ty nhỏ và vào năm 2006 và 2013 đã nhận được bằng sáng chế cho việc sử dụng một số nucleoside đã được sửa đổi để giảm phản ứng miễn dịch kháng virus đối với mRNA. Ngay sau đó, trường đại học đã bán giấy phép sở hữu trí tuệ cho Gary Dahl, người đứng đầu một công ty cung cấp phòng thí nghiệm mà cuối cùng trở thành Cellscript. Nhiều tuần sau, Flagship Pioneering, công ty đầu tư mạo hiểm đã và vẫn đang hậu thuẫn cho Moderna, đã liên hệ với cô ấy để cấp bằng sáng chế. Tất cả những gì Karikó nói là "chúng tôi không có nó". Vào đầu năm 2013, Karikó nghe nói về thỏa thuận trị giá 240 triệu đô la của Moderna với AstraZeneca để phát triển mRNA VEGF. Karikó nhận ra rằng bà sẽ không có cơ hội áp dụng kinh nghiệm của mình với mRNA tại Đại học Pennsylvania, vì vậy đã nhận vai trò là phó chủ tịch cấp cao của BioNTech RNA Pharmaceuticals.
Các nghiên cứu và chuyên môn của bà bao gồm liệu pháp gen thông tin dựa trên RNA, các phản ứng miễn dịch do RNA gây ra, các cơ sở phân tử của khả năng dung nạp thiếu máu cục bộ và điều trị thiếu máu cục bộ não.

## Đóng góp khoa học
Công việc và nghiên cứu của Karikó đã góp phần vào nỗ lực của BioNTech trong việc tạo ra các tế bào miễn dịch sản xuất kháng nguyên vắc-xin - nghiên cứu của bà tiết lộ rằng phản ứng kháng virus từ mRNA giúp vắc-xin ung thư của họ tăng cường khả năng phòng thủ chống lại khối u. Tuy nhiên, ngay từ đầu những năm 2000, công ty Đức CureVac đã thực sự nghiên cứu việc sử dụng RNA thông tin để tiêm phòng ung thư hoặc các bệnh truyền nhiễm, có thể được sử dụng cho các thử nghiệm tiền lâm sàng hoặc lâm sàng. Vào năm 2020, công nghệ của Karikó và Weissman đã được sử dụng trong một loại vắc xin cho COVID-19 do Pfizer và BioNTech cùng sản xuất. Nhà phong tục học Anh Richard Dawkins cũng như nhà sinh học tế bào gốc người Canada Derrick Rossi, những người đã giúp thành lập Moderna, đã kêu gọi bầu chọn hai người này được nhận giải Nobel.

## Giải thưởng
- 1975 – 1978: Népköztársasági ösztöndíj[23]
- 2009: Công dân danh dự của Kisújszállás[24]
- 2020: Công dân danh dự của Kisújszállás[25]
- 2020: Giải Nhân vật Truyền thông của năm[26]
- 2020: Giải Rosenstiel[27]

2021
- 2021: Giải Đĩa vàng American Academy of Achievement's của Frances Arnold[28]
- 2021: Giải Trung tâm Y tế Albany[29]
- 2021: Giải Bill Foege[30]
- 2021: Giải Bolyai[31]
- 2021: Building the Foundation Award[32]
- 2021: Fodor József Plaque[33]
- 2021: For Human Dignity Award[34]
- 2021: Forbes No. 1 (doanh nhân, nhà lãnh đạo, nhà khoa học, người sáng tạo; 50+)[35]
- 2021: Giải Ngỗng Vàng[36]
- 2021: Huy chương lớn của Viện hàn lâm Khoa học Pháp[37][38]
- 2021: Hawking Lecture Cambridge[39]
- 2021: Honorary Citizen of Csongrád-Csanád county[40]
- 2021: Công dân danh dự của Szeged[41]
- 2021: Tiến sĩ danh dự Đại học Duke[42]
- 2021: Tiến sĩ danh dự Đại học Szeged[43]
- 2021: Giải tinh thần Hungary[44]
- 2021: Giải Janssen[45]
- 2021: Giải Jedlik Ányos[46]
- 2021: Huy chương John Scott[47]
- 2021: Giải Keio[48]
- 2021: Giải nghiên cứu Y học lâm sàng Lasker-DeBakey[49][50]
- 2021: Giải Louisa Gross Horwitz[51][52]
- 2021:  Đại sảnh Danh vọng Nhà phát minh Quốc gia[53]
- 2021: Học viện Y khoa New York[54]
- 2021: Giải Novo Nordisk[55]
- 2021: Giải Prince Mahidol trong lĩnh vực "Y khoa" [56]
- 2021: Giải thưởng Hoàng tử xứ Asturias hạng mục "Nghiên cứu Khoa học" [57]
- 2021: Giải Princess Marina Sturdza[58]
- 2021: Huy chưong Reichstein[59]
- 2021: Research!America 2021 Outstanding Achievement in Public Health Awards[60]
- 2021: Giải Semmelweis[61]
- 2021: Straub Plaque[62]
- 2021: Giải Széchenyi[63]
- 2021: Giải Theodor Boveri[64]
- 2021:  Time 100[65]
- 2021: Anh hùng của năm của Tạp chí Time 2021. Theo lời khen ngợi của tạp chí, trong nghiên cứu của họ, Katalin Karikó, Kizzmekia Corbett, Barney Graham és Drew Weissman 'đã hướng tham vọng của mình đến lợi ích chung, nói chuyện với nhau và tin tưởng vào sự việc'.[66]
- 2021: Huy chương Wilhelm Exner[67][68][69]
- 2021: Giải tương lai Đức[70]
- 2021: Tiểu hành tinh 166028 Karikókatalin, được khám phá bởi các nhà thiên văn học người Hungary Krisztián Sárneczky và Zsuzsanna Heiner tại Đài thiên văn Piszkéstető năm 2002, được đặt tên vinh danh bà.[71]
- 2021: Giải Debrecen Y học phân tử[72]

2022
- 2022: Giải thưởng đột phá về khoa học đời sống[73]
- 2022: Deutscher Immunologie-Preis[74]
- 2022: Giải L'Oréal-UNESCO cho phụ nữ trong khoa học[75]
- 2022: Giải Paul Ehrlich và Ludwig Darmstaedter[76]
- 2022: Giải thưởng Vilcek cho sự xuất sắc trong công nghệ sinh học[77]
- 2022: VinFuture Grand Prize[78]

#### 2023
- 2 tháng 10 năm 2023: Viện Hàn lâm Khoa học Hoàng gia Thụy Điển trao giải Nobel Sinh lý học hoặc Y học năm 2023 cho Katalin Karikó và Drew Weissman vì phát triển công nghệ mRNA.[79][80][81]
- Năm 2023, Karikó được giới thiệu trong Đại sảnh Danh vọng Nhà phát minh Quốc gia (NIHF) nhờ nghiên cứu về RNA thông tin.[82]